# Giudizio universale (Giotto)

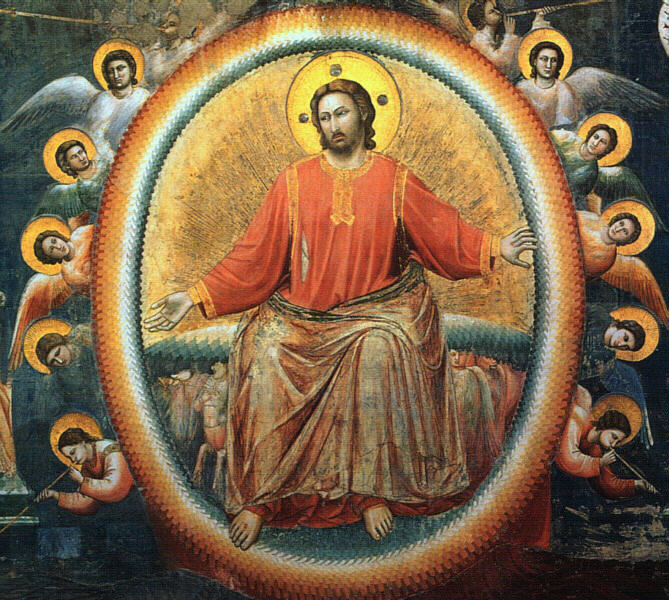
Cristo giudice

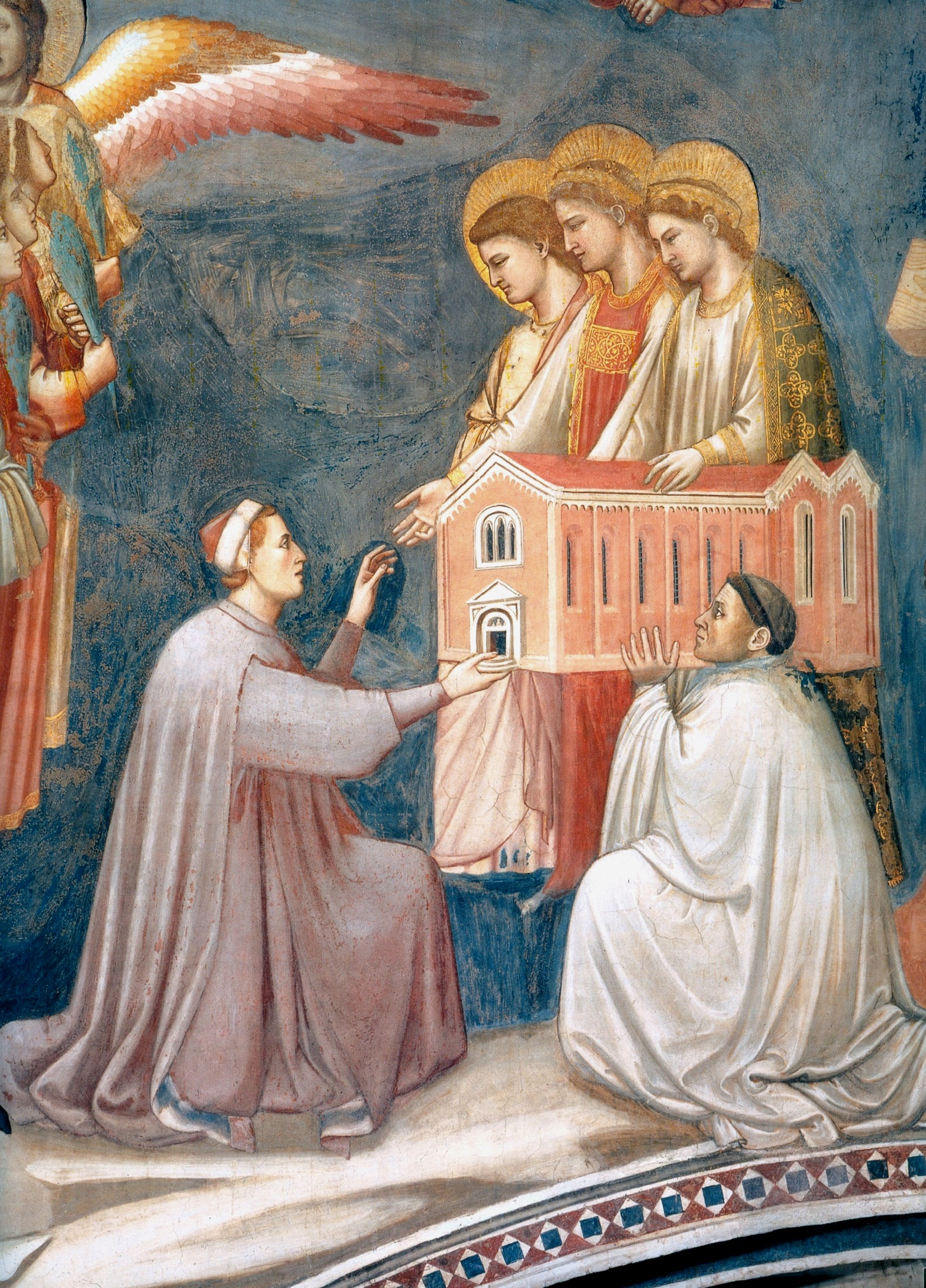
Il gruppo dell'offerta

Il Giudizio universale è un affresco di Giotto, databile dal 1303 al 1306 circa , facente parte del ciclo della Cappella degli Scrovegni in Veneto a Padova. Occupa l'intera controfacciata e conclude idealmente la Storia umana e le Storie. Viene di solito riferito all'ultima fase della decorazione della cappella e vi è stato riscontrato un ampio ricorso di aiuti, sebbene il disegno generale sia riferito concordemente al maestro.

## Descrizione

### Impaginazione
La grande parete sopra la porta di ingresso, in cui si apre una trifora, contiene un'ampia rappresentazione del Giudizio universale svolto in maniera tradizionale, anche se non mancano innovazioni. Infatti, nonostante il permanere di stilizzazioni tradizionali come le diverse scale proporzionali, Giotto cercò di unificare in un'unica scena l'intera rappresentazione del Giudizio, del Paradiso e dell'Inferno, abolendo le suddivisioni e coinvolgendo tutte le figure in un unico spazio. 
Nelle rappresentazioni più antiche infatti, come quella in Sant'Angelo in Formis, a Torcello o nella cupola del Battistero di Firenze, le figure sono sempre organizzate in settori orizzontali, completamente separate dalle une alle altre.

### Cristo
Al centro campeggia, dentro una mandorla iridata retta da angeli, un grande Cristo giudice che domina un unico grande scenario (non più diviso rigidamente in fasce parallele come nei lavori bizantini - vedi sopra). Nell'aureola di Cristo sono stati scoperti nell'ultimo restauro inserti con specchietti, che vanno messi in relazione con la figura dell'Eterno sul lato opposto della cappella, dove c'è la scena di Dio invia l'arcangelo Gabriele. Cristo non siede su un vero e proprio trono, ma su una sorta di nube iridata, sotto la quale si trovano alcune rappresentazioni simboliche, già interpretate come i simboli degli evangelisti. Uno studio più recente vi ha invece riconosciuto qualcosa di più complesso: vi si vedono un angelo, un uomo con testa leonina, un centauro, simbolo secondo i bestiari medievali della doppia natura di Cristo, umana e divina, e un orso con un pesce (forse un luccio), simbolo della pesca delle anime oppure, al contrario, del sacrificio di Cristo (il pesce) per redimere la bestialità della razza umana. 
Gesù rappresenta il fulcro dell'intera scena, che genera l'inferno con la sinistra dell'aura e rivolge lo sguardo e la mano destra agli eletti. Verso di lui (o contro di lui nel caso dei dannati) tendono a orientarsi tutti i nuclei delle figure. Tutto di lui è aperto verso gli eletti, alla sua destra: lo sguardo, la piaga, il costato, mentre la sinistra è chiusa sui reprobi dell'inferno. Intorno alla mandorla stanno i serafini. In trono, a semicerchio intorno a Gesù ci sono i dodici apostoli. Alla destra di Cristo: Pietro, Giacomo, Giovanni, Filippo, Simone e Tommaso. Alla sua sinistra: Matteo, Andrea, Bartolomeo, Giacomo minore, Giuda Taddeo e Mattia. La trifora non è solo apertura luminosa (Cristo è luce) ma soprattutto è trono dal quale Dio uno trino scende e giudica. I due fiorellini, posti nella trifora, di sei petali ciascuno, corrispondono numerologicamente ai due gruppi di sei apostoli scesi con Lui.

### Angeli, apostoli e gruppo dell'offerta
In alto si trovano nove affollate schiere angeliche, divise in due gruppi simmetrici e in file che scalano in profondità; la diversa inclinazione delle teste cerca di sfuggire all'appiattimento della visione frontale, mentre al centro si allineano su troni gli apostoli: lo scranno più riccamente decorato è quello di san Pietro. Alla sinistra: angeli, Arcangeli, Principati, Potestà. Alla destra: virtù, dominazioni, troni, cherubini, ciascuno guidato dai vessilliferi. Michele e Gabriele più vicini a Cristo-Giudice reggono la spada ed il vessillo bianco-crociato dei Cavalieri del Santo Sepolcro.
Ai lati della mandorla angeli suonano le trombe dell'Apocalisse risvegliando i morti, che si levano dai crepacci della terra in basso a sinistra. Poco oltre si trova la rappresentazione di Enrico degli Scrovegni e di un altro personaggio (forse il canonico e arciprete del Duomo di Padova Altegrado de' Cattanei) che offrono un modello della cappella a Maria accompagnata da san Giovanni e santa Caterina d'Alessandria. Maria è mediatrice tra la fragilità umana e la misericordiosa giustizia divina.  La forma dell'edificio è fedele a quella esistente, anche se l'abside mostra un ampio giro di cappelle mai realizzato. Secondo la tradizione, con tale offerta Enrico lava il peccato di usura della sua famiglia, così noto che anche Dante Alighieri aveva indicato suo padre tra i peccatori nel girone degli usurai dell'Inferno. La fisionomia di Enrico è giovanile e riproduce fedelmente le fattezze che, invecchiate, si vedono anche nella sua tomba marmorea presente nella cappella: per questo la rappresentazione di Giotto viene indicata come il primo ritratto dell'arte occidentale post-classico. 
Un raggio di luce ogni 25 marzo (anniversario della consacrazione della cappella) passa tra la mano di Enrico e quella della Madonna.
Nella parte più alta dell'affresco si trovano gli astri del sole e della luna, mossi da due arcangeli che, curiosamente, si affacciano da nubi "staccando" e arrotolando il cielo come se fosse una pesante carta da parati. Essi rivelano alle loro spalle le mura dorate e tempestate di gemme della Gerusalemme celeste.
La prima schiera degli eletti è in cattivo stato di conservazione. Preceduta da due angeli, contiene una Vergine Maria giovane e bruna, che sembra accompagnare per mano verso Cristo il primo della fila, forse Giovanni Battista. Tra le figure si riconoscono dubitativamente alcuni santi come san Giuseppe, Gioacchino, san Simeone.

### Paradiso e Inferno
Nelle fasce inferiori, divise dalla croce retta da due angeli, sono messi in scena il paradiso, a sinistra, e l'inferno a destra. Il primo mostra una serie ordinata di angeli, santi e beati (tra cui forse i santi "recenti" come Francesco d'Assisi e Domenico di Guzmán), mentre nel secondo i dannati vengono tormentati dai diavoli e avvolti dalle fiamme che si sprigionano dalla mandorla di Cristo. Dalla mandorla sgorgano quattro fiumi infernali che trascinano nell'abisso gruppi di dannati spinti da plumbei demoni. Il primo fiume travolge gli usurai, caratterizzati dal bianco sacchetto di sporco denaro legato al collo (Reginaldo degli Scrovegni, usuraio e padre di Enrico, è posto da Dante Alighieri nel canto XVII dell'Inferno). Più in basso, impiccato e sventrato, sta Giuda Iscariota. A sinistra di Cristo Giudice, in basso, sta Lucifero con artigli bestiali e due bocche ed un serpente che gli esce dalle orecchie (modello è il Lucifero di Coppo di Marcovaldo nei mosaici del battistero di Firenze). Sta straziando alcune anime e siede sul trono del biblico Leviatan, emblema del male di questo mondo. 
Lo schema delle pene e dei gironi si rifà a tradizioni diverse dall'Inferno di Dante, come l'Elucidarium di Onorio di Autun. Di proporzioni piccolissime i dannati formicolano tra le angherie a cui i diavoli scimmieschi li sottopongono, esposti al ludibrio e alla berlina, denudati, violati, appesi per i capelli o per i genitali, scherniti e torturati.
Al caos dell'Inferno, per contrapposizione, a destra stanno gli eletti. Dal basso all'alto si nota una schiera tripartita: anime che escono stupite ed oranti dalla terra; la grande processione degli eletti (clero, popolo, donne e uomini che hanno santificato la loro vita); sopra, guidati da Maria, gli antichi santi dell'Antico Testamento e della Chiesa primitiva.
Una tradizione indica nella quarta persona in primo piano nella schiera dei beati, con un berretto bianco in capo, un autoritratto di Giotto.

## Stile
Le parti migliori, ritenute con maggiore probabilità autografe, sono il Cristo, la Madonna e il gruppo dell'offerta; altre figure, soprattutto nelle schiere angeliche e degli eletti, sono di più difficile valutazione per lo stato di conservazione in parte compromesso. 
In generale si ha una riduzione nello scarto delle proporzioni gerarchiche: nella tradizione medievale si tendeva a scalare le figure in base alla loro importanza religiosa, ma come si vede nel gruppo dell'offerta il committente e il suo aiutante appaiono qui quasi della stessa dimensione dei santi.

## Galleria d'immagini

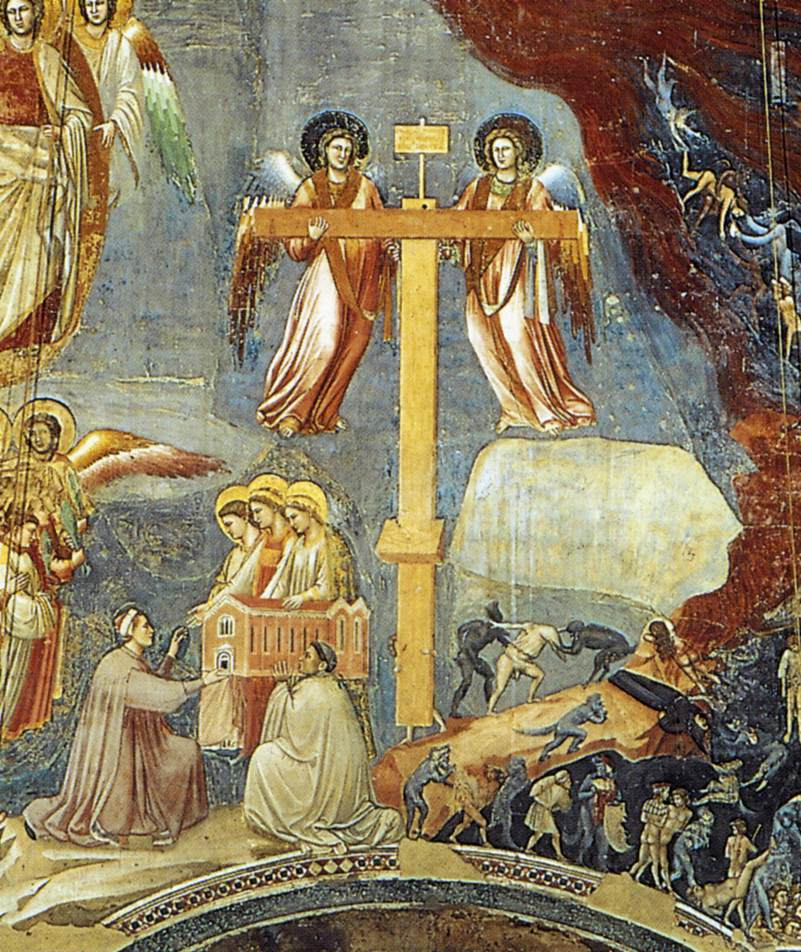
La croce
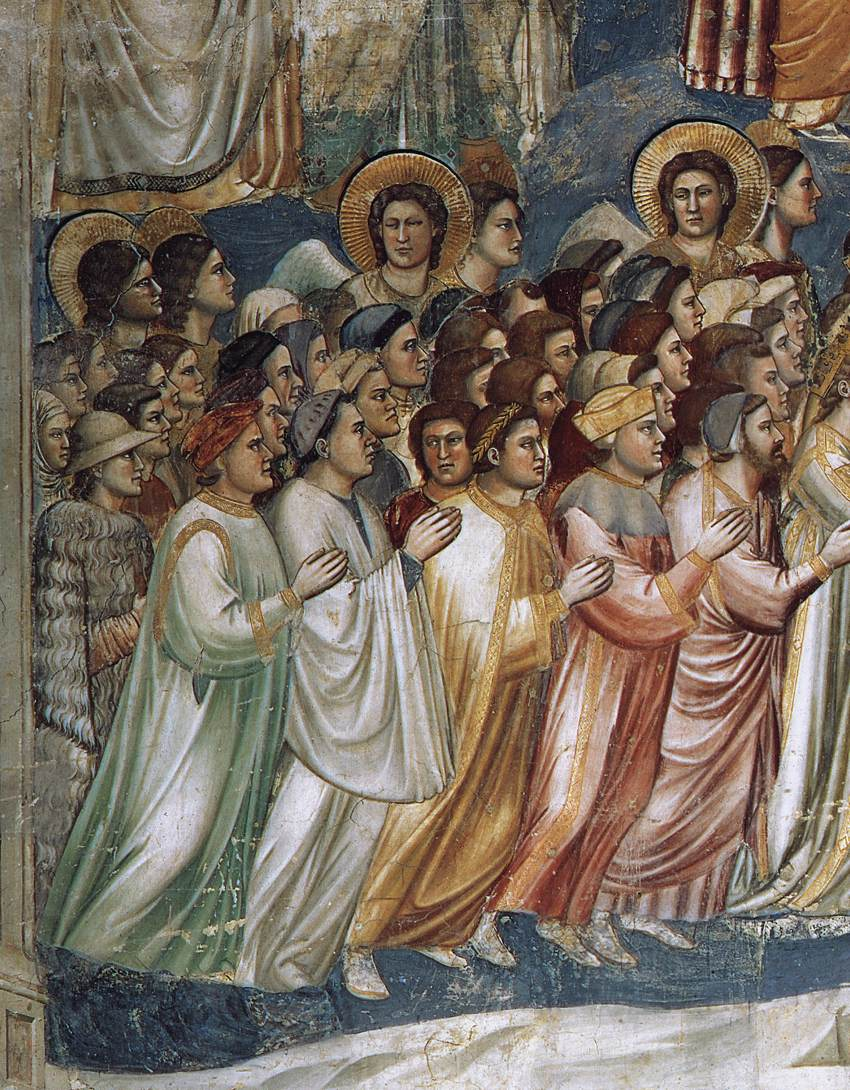
I beati
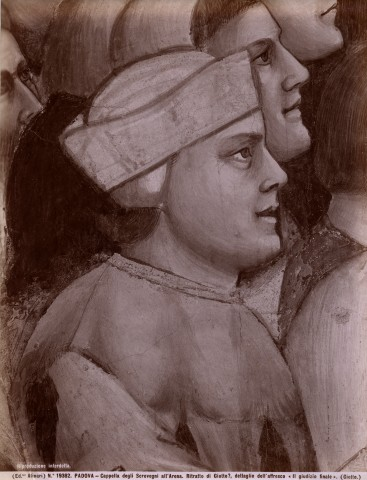
Il presunto autoritratto di Giotto (foto storica)
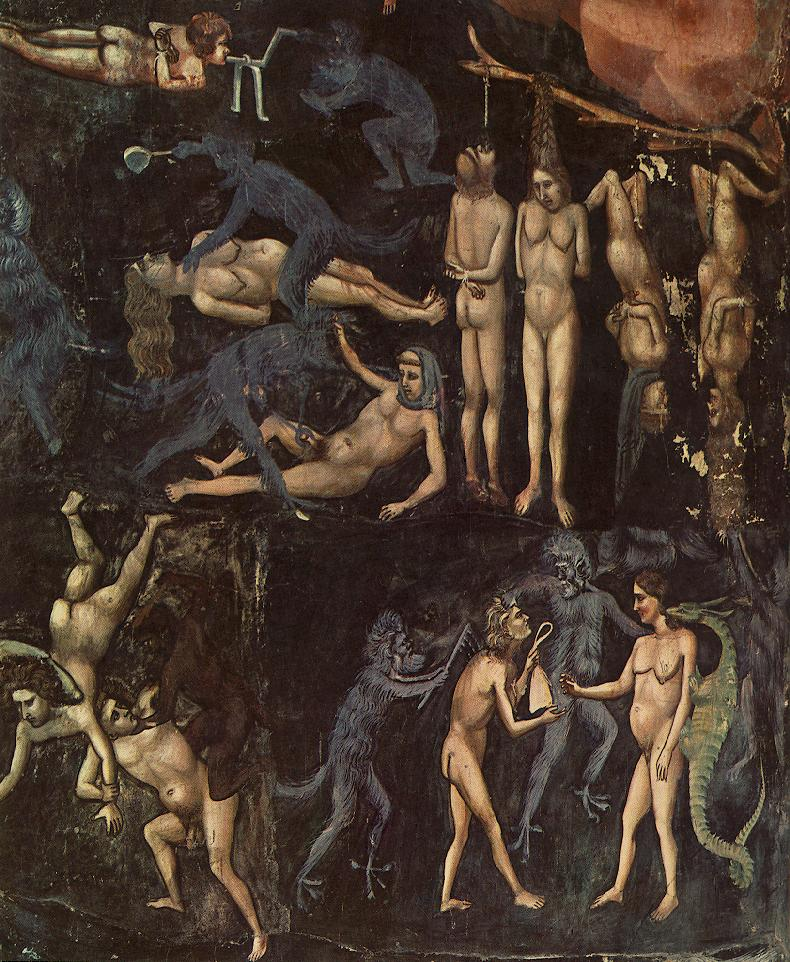
L'inferno
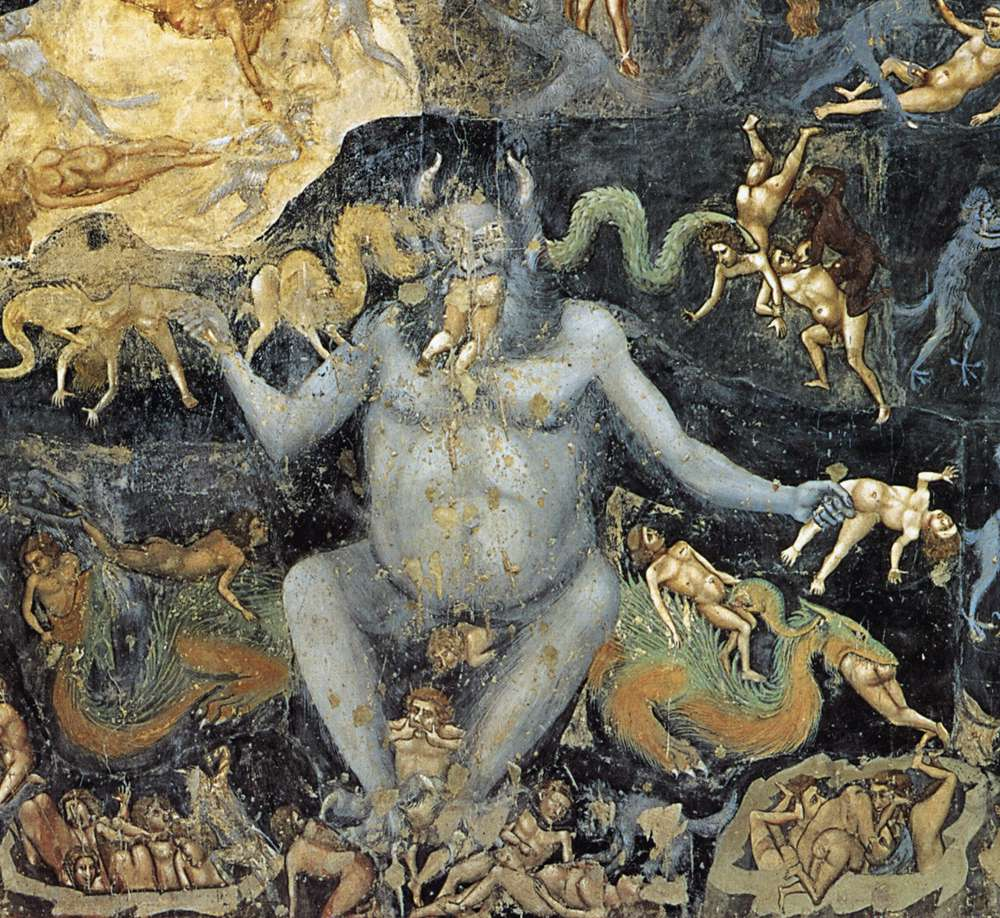
Il diavolo
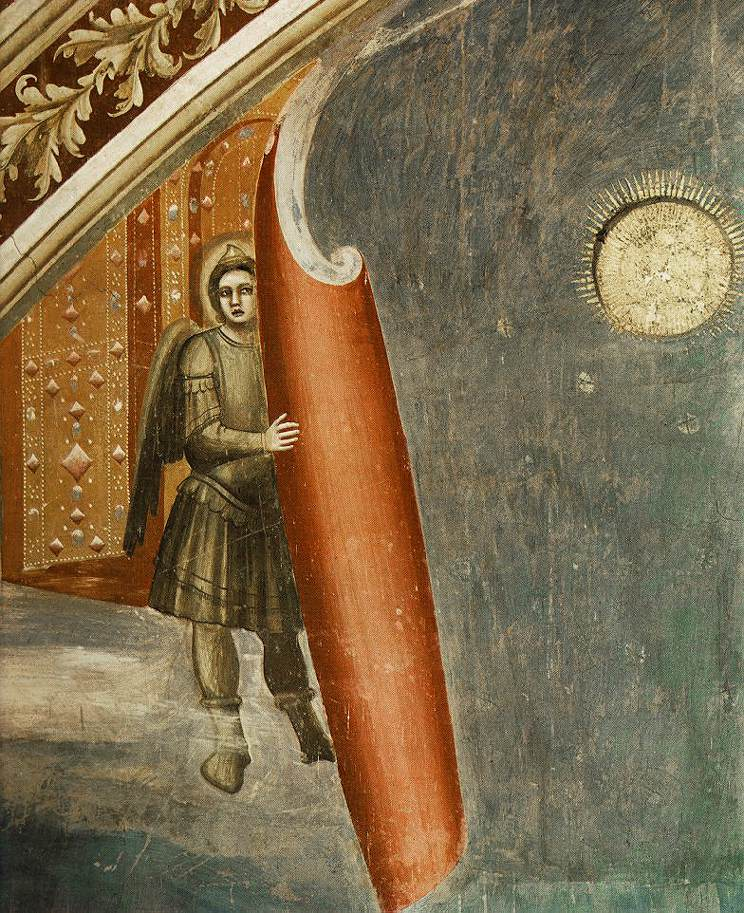
L'arcangelo motore del sole